# 1858 dans les chemins de fer
chronologie des chemins de fer
1857 dans les chemins de fer - 1858 - 1859 dans les chemins de fer

## Évènements

### Février
- 20 février.  France :   ouverture de la section Narbonne-Le Vernet et raccordements de la ligne Narbonne - Perpignan (compagnie du Midi).
- 22 février.  France :   ouverture de la section Langres - Belfort de la ligne Paris - Mulhouse.

### Mai
- 1er mai.  France :   inauguration du chemin de fer d'Albi à Carmaux (Compagnie du chemin de fer d'Albi à Carmaux).
- 11 mai.  Belgique :   ouverture à l'exploitation de la ligne de Lichtervelde à Furnes par la Compagnie du chemin de fer de Lichtervelde à Furnes[1].
- 29 mai.  France :   fusion-absorption de la Compagnie du chemin de fer de Mulhouse à Thann avec la Compagnie des chemins de fer de l'Est.

### Juin
- 26 juin.  Irlande :   inauguration de la section Ballybay-Clones-Lisnaskea du chemin de fer de Dundalk a Enniskillen (Dundalk and Enniskillen Railway).

### Juillet
- 1er juillet.  France :   ouverture du raccordement de Sète permettant la jonction des lignes des compagnies du Midi et du PLM.  . Le PLM met en service le tronçon de Lyon à Bourgoin.
- 12 juillet.  France :   ouverture de la section Le Vernet-Perpignan de la ligne de Narbonne à Perpignan (Compagnie des chemins de fer du Midi).
- 17 juillet.  France :   ouverture de la section Caen - Cherbourg de la ligne Mantes-la-Jolie - Cherbourg (Compagnie des chemins de fer de l'Ouest).

### Août
- 16 août. France : inauguration du Viaduc de Culoz, sur la ligne de Culoz à Modane.

- 30 août.  France :   ouverture de la section Montauban - Saint-Christophe du chemin de fer de Montauban au Lot avec embranchements sur Marcillac et Rodez (Paris-Orléans).
- 31 août.  France :   ouverture de l'embranchement de Viviez à Decazeville, partie du chemin de fer de Montauban au Lot avec embranchements sur Marcillac et Rodez (Paris-Orléans).

### Septembre
- 2 septembre. France : mise en service du Viaduc de Culoz, sur la ligne de Culoz à Modane.
- 20 septembre.  France :   ouverture de la section Béziers - Bédarieux de la ligne de Béziers à Graissessac (Compagnie du chemin de fer de Graissessac à Béziers).

### Octobre
- 10 octobre.  Espagne :   ouverture de la section Los Corrales-Santander de la ligne d'Alar del Rey à Santander (sociedad del ferrocarril de Isabel II).

### Décembre
- 15 décembre.  Autriche :   ouverture de la ligne de l'Ouest et de la gare de l'Ouest.
- 28 décembre.  France :   ouverture de la section Bédarieux - Graissessac de la ligne de Béziers à Graissessac (Compagnie du chemin de fer de Graissessac à Béziers).
- 29 décembre.  Espagne :   création à Madrid de la Compañia de los Caminos de Hierros del Norte, au capital initial de 380 millions de reales. Les principaux actionnaires sont le Crédit mobilier espagnol (es) (52 700 actions), le Crédit mobilier (29 400 actions), la société générale belge (20 000 actions) et les frères Péreire (14 000 actions).